# 楊梓菁
楊梓菁（英語：Wiyona Yeung Chi Ching，1987年8月26日—），舊名楊柳青，香港女模特兒、主持及演員，曾用藝名「楊琳」主持 now TV 與 ViuTV 電視節目，旅遊 YouTuber  （页面存档备份，存于） ，拍攝過不少廣告，現為哲星匯文化娛樂旗下藝人。

## 簡歷
楊梓菁早年就讀牛頭角香港道教聯合會學校（現為香港道教聯合會雲泉學校）及聖公會梁季彜中學，十多歲時因父親身體不好，為減輕母親經濟負擔而兼職幫補家計。，後在2011年底參加 now TV 舉辦的《CEO 選拔賽》，獲得「最受歡迎 CEO 獎」，繼而擔任Now觀星台電視節目主持至2015年。2016年，她有份主持當時新開辦的免費電視 ViuTV 節目《巨門陣》。
楊梓菁自2008年起涉足商界，2009至2014年先跟友人開設網上及實體商店「VIVALADIVA」，後於2014年底和經營首飾品牌的女藝人陳樂榣合資，在長沙灣工業大廈設立新店「VivaLaDiva Fashion」，2019年便將店名更改成「Nana Nah」。2017年，她在無綫電視台慶劇《溏心風暴3》飾演名模「Jenny（JN）」，因身手敏捷且表現突出而再受到關注，同時亦逐漸轉型為動作演員，曾學習詠春、巴西柔術、泰拳、八卦掌、綜合格鬥等武術。
2019年，楊梓菁因無綫台慶劇《解決師》飾演「Tracy」一角而受到注目。同年10月與林子超合資40萬在上環大安臺開辦健身藝術學校「Studio12」。2022年8月與無綫結束合約。2024年1月，楊梓菁在社交媒體上宣佈於2023年8月29日誕下兒子。

## 演出作品

### 電視劇
| 首播          | 劇名           | 角色                     |
| ViuTV         |                |                          |
| 2016年        | 三一如三       | 依 琳（第44、46集）      |
| 優酷、YouTube |                |                          |
| 2017年        | 反黑           | 周小君                   |
| 無綫電視      |                |                          |
| 2017年        | 溏心風暴3      | Jenny（JN）（第9、16集） |
| 2019年        | 解決師         | Tracy                    |
| 2020年        | 法證先鋒IV     | 唐心悅（唐心）           |
| 2021年        | 逆天奇案       | 陳筱                     |
| 2021年        | 星空下的仁醫   | Sandra（第11集）         |
| 2021年        | 十月初五的月光 | Fanny                    |
| 2022年        | 白色強人II     | 文嘉琳（Amanda）         |
| 2022年        | 法證先鋒V      | 唐心悅（唐心）           |
| 2023年        | 法言人         | Ada                      |
| 邵氏兄弟      |                |                          |
| 2022年        | 飛虎之壯志英雄 | 飛虎隊成員               |
| 中國大陸      |                |                          |
| 2020年        | 三十而已       | Amanda                   |

### 電影
| 首映   | 電影名      | 角色     |
| 2008年 | 我的最愛    | May 朋友 |
| 2015年 | 一路向前    | 大白腿   |
| 2016年 | 賭城風雲III | 彩伴娘   |
| 2017年 | 空手道      | 家俊妻子 |
| 2017年 | 常在你左右  | 阿 雯    |
| 2018年 | 洩密者們    | 殺 手    |
| 2018年 | 幼兒怨      | Jessica  |
| 2019年 | 入鐵籠      | 李麗麗   |
| 2019年 | 恭喜八婆    | 同 事    |
| 2019年 | 催眠·裁決   | 貓       |
| 2019年 | 擊鬥女神    | 李信蘭   |
| 2021年 | 糖街製片廠  | 冬 乐    |
| 2023年 | 斷網        | 王 琳    |

### 主持節目
| 首播     | 節目名                      | 備註                         |
| NOW TV   |                             |                              |
| 2012年   | 女皇駕到II                  | 與丘凱敏合作                 |
| 2014年   | Fashion Seoul大激戰         | 與羅沛琪合作                 |
| 2015年   | 「意」中人All Made in Italy | 與樂基兒、羅沛琪及鄧達智合作 |
| 貴州衛視 |                             |                              |
| 2015年   | 浪漫滿屋                    | 第一季主持                   |
| ViuTV    |                             |                              |
| 2016年   | 巨門陣                      | 與馬啟仁及伍家謙合作         |
| 其他     |                             |                              |
| 2013年   | 愛上摩天綸                  | 與何紫綸及譚睛合作           |

### 綜藝節目
| 首播   | 節目名   | 備註                                                    |
| ViuTV  |          |                                                         |
| 2017年 | 碌卡大導 | 於節目內的電影作品《車房·耶穌·師傅仔》裡飾演「壞同學A」 |

### 音樂錄像
| 年份   | 歌名        | 歌手   |
| 2007年 | 大細心      | 方力申 |
| 2008年 | Respect到PK | 廿四味 |
| 2009年 | 西太后      | 孫耀威 |
| 2010年 | 空港        | 容祖兒 |
| 2014年 | 劇透        | 吳業坤 |
| 2016年 | 表情        | 許志安 |
| 2016年 | 等價交換    | 羅孝勇 |

### 平面 / 電視廣告
- AIA
- L'Oréal Paris Hair Product
- New Balance
- Dermes
- SONY 攝錄機
- OLAY
- 國泰航空
- Head & Shoulders
- YSL makeup demo
- 澳門喜來登金沙城中心酒店
- Citibank
- 香港迪士尼樂園
- 貝玲妃化妝品
- 港鐵
- Converse
- Mira Mall
- 果粒橙
- 百佳超級市場
- 霸王洗髮液
- SWISS RUBIS SPA
- Depend GelLack
- 瑞士糖
- 美心食品韓日定食午晚餐 - 日式咖喱豬扒飯、韓式炒粉絲、人蔘雞湯
- 的嗒糖
- 友誠 - 「友你」 誠建將來
- 百威啤酒（只限中國）- 友情代駕
- 2012年：中國旅行社
- 2013年：OSIM uInfinity 天王之王按摩椅
- 2014年：Depend Nail
- 2015年：Dermes「HPD #雙波長」永久激光脫毛療程
- 2017年：Overlab-SUPREME
- 2018年：拉夫·勞倫馬球

## 外部連結
- 楊梓菁的新浪微博
- 楊梓菁的Facebook專頁
- 楊梓菁的Facebook專頁
- 楊梓菁的Instagram帳戶
- 楊梓菁的Instagram帳戶
- 楊梓菁在香港影庫上的簡介